# Estadi Corregidora
L'Estadi Corregidora és un estadi de futbol de la ciutat de Querétaro, a Mèxic. Duu el nom de l'heroïna de la independència de Mèxic Josefa Ortiz de Domínguez ("La Corregidora").
Va ser inaugurat el 5 de febrer de 1985 i va ser seu de la Copa del Món de Futbol de 1986. Té una capacitat per a 34.130 espectadors.